# 河陽縣 (雲南)
河陽縣，元至元十六年（1289年）降河陽州置。明代仍置。治所在今雲南澄江。歷為澂江路、澂江府治所。民國二年改名澂江縣，1955年改為澄江縣。